# Pterotes pulverlentus
Pterotes pulverlentus är en fjärilsart som beskrevs av Nobukatsu Marumo 1920. Pterotes pulverlentus ingår i släktet Pterotes och familjen tandspinnare. Inga underarter finns listade.